# History2
History2 (w latach 2014–2019 jako H2) – kanał telewizyjny należący do A+E Networks, uzupełniający ofertę stacji History i nadający programy dokumentalne o tematyce naukowej, motoryzacyjnej i inżynierii.

## Historia
Początkowo start stacji planowano na 29 października 2014 roku, lecz przesunięto z przyczyn technicznych na 12 listopada 2014 roku. Kanał nadaje w ramach tzw. europejskiego feedu - jeden kanał z odrębnymi tłumaczeniami na poszczególne rynki - obejmującego 5 krajów nordyckich (Szwecję, Norwegię, Finlandię, Danię, Islandię) i Polskę. W ramach testów kanał dostępny był od początku nadawania w ofercie sieci Multimedia Polska, a oficjalnie został uruchomiony 3 grudnia 2014 roku wraz z debiutem siostrzanego kanału Lifetime. W styczniu 2019 r. A+E Networks poinformowało, że 6 lutego stacja zmieni nazwę na History2.